# Степное (Гадячский район)
Степное (укр. Степове) — село,
Качановский сельский совет,
Гадячский район,
Полтавская область,
Украина.
До 2016 года село носило название Жовтневое.
Код КОАТУУ — 5320482604. Население по переписи 2001 года составляло 49 человек.

## Географическое положение
Село Степное находится на левом берегу одного из истоков реки Татарка,
на противоположном берегу — село Выришальное.
Рядом проходит автомобильная дорога Т-1705.

## История
- 1927 — дата основания.